# Teikyō-Universität

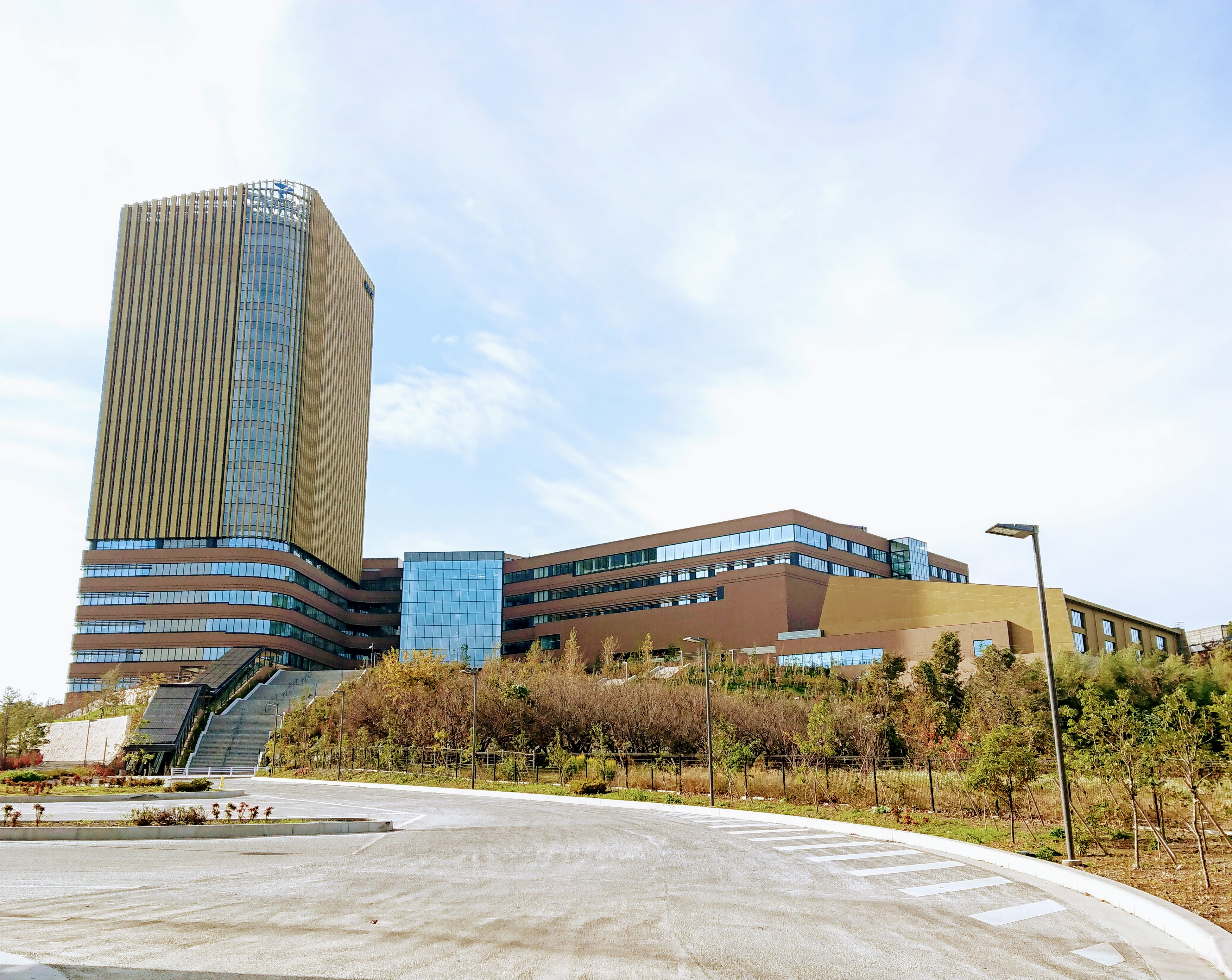
Hachiōji-Campus

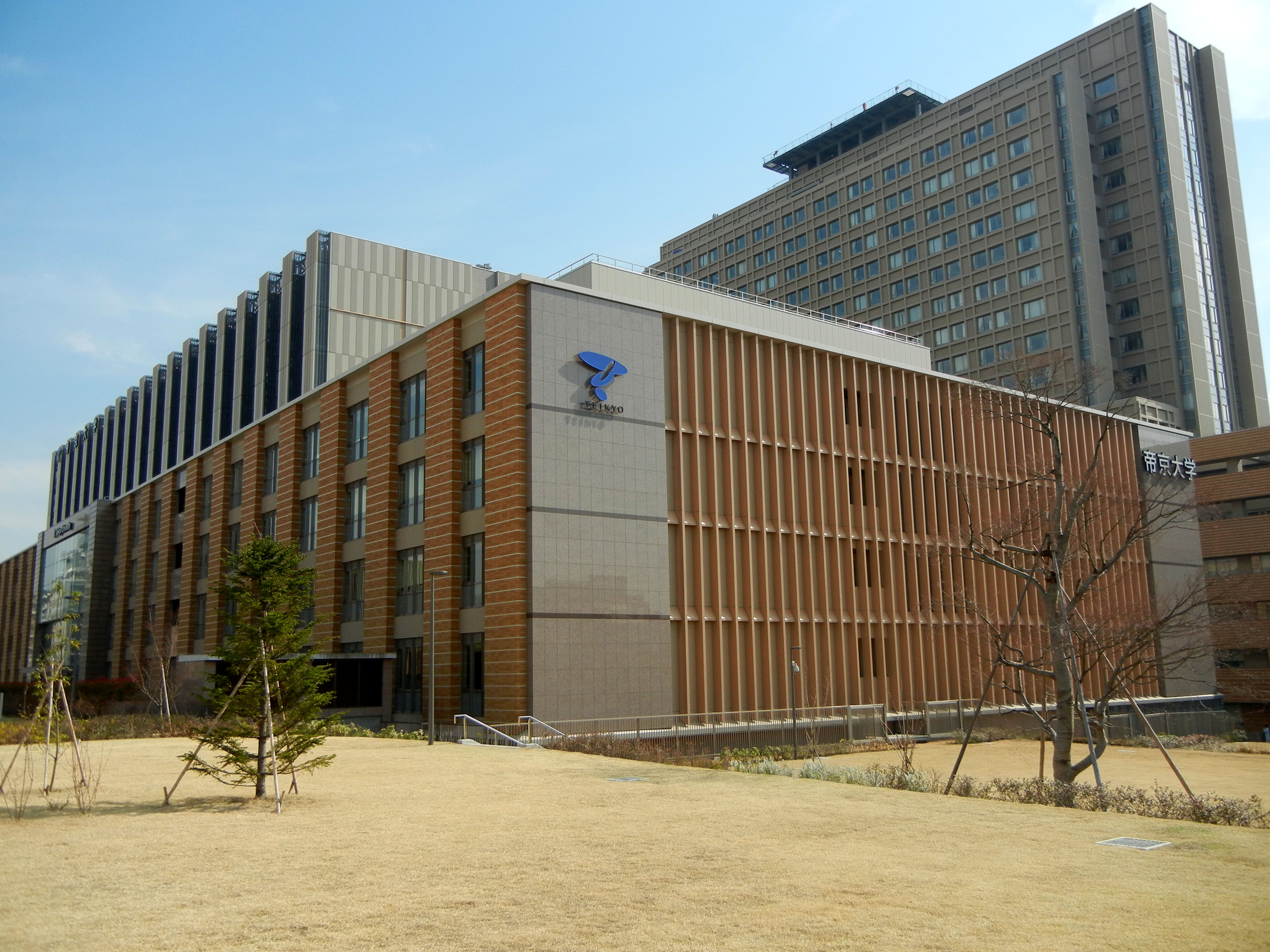
Itabashi-Campus

Die Teikyō-Universität (jap. 帝京大学, Teikyō daigaku) ist eine private Universität in der Präfektur Tokio, Japan.
Die Universität ist ein Mitglied der Teikyō-Universitätsgruppe, die drei Universitäten, sowie zwei Dutzend Hoch-, Fach-, Ober-, Mittel-, Grundschulen und Kindergärten trägt, sowie die Campus in Berlin (Deutschland), Denver (USA) und Maastricht (Niederlande).

## Geschichte
1931 wurde die Teikyō-Handelsschule (帝京商業学校, Teikyō shōgyō gakkō) von Okinaga Shōbei (沖永 荘兵衛) gegründet. Der Name Teikyō bezeichnet „die kaiserliche Residenzstadt“ oder Tokio. 1966 gründete die Schulkörperschaft die Teikyō-Universität mit zwei Fakultäten für Wirtschafts- und Geisteswissenschaften.
Sie fügte die Fakultäten mit den Jahren hinzu: Rechtswissenschaft (1967), Medizin (1971), Pharmazie (1977), Natur- und Ingenieurwissenschaften (1989), Medizinische Technologie (2004), Medizinische Technologie Fukuoka (2005) und Fremdsprachenwissenschaft (2007).

## Fakultäten
- Itabashi-Campus (in Itabashi-ku, Tokio. 35° 45′ 36,3″ N, 139° 42′ 51,9″ OKoordinaten: 35° 45′ 36,3″ N, 139° 42′ 51,9″ O):
  - Fakultät für Medizin
  - Fakultät für Pharmazie (4.–6. Jahrgangsstufen)
  - Fakultät für Medizinische Technologie
- Hachiōji-Campus (in Hachiōji, Präfektur Tokio. 35° 38′ 32,7″ N, 139° 25′ 11,5″ O):
  - Fakultät für Wirtschaftswissenschaften
  - Fakultät für Rechtswissenschaft
  - Fakultät für Geisteswissenschaften
  - Fakultät für Fremdsprachenwissenschaft
- Sagami-See-Campus (in Sagamihara, Präfektur Kanagawa. 35° 35′ 49,9″ N, 139° 13′ 3,8″ O):
  - Fakultät für Pharmazie (1.–3. Jahrgangsstufen)
- Utsunomiya-Campus (in Utsunomiya, Präfektur Tochigi. 36° 36′ 13,7″ N, 139° 52′ 55″ O):
  - Fakultät für Natur- und Ingenieurwissenschaften
- Fukuoka-Campus (in Ōmuta, Präfektur Fukuoka. 33° 1′ 5,6″ N, 130° 28′ 41,8″ O):
  - Fakultät für Medizinische Technologie Fukuoka

Campus außer Japan

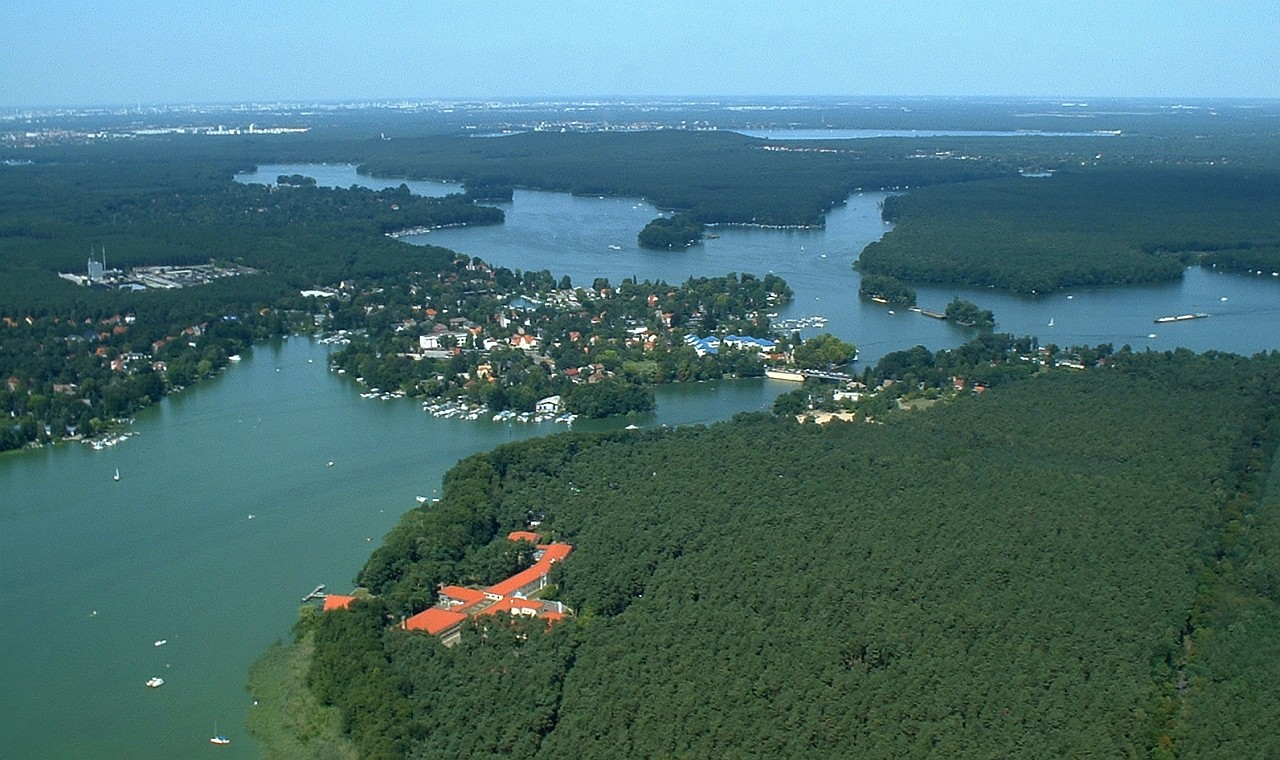
Berlin-Campus am Zeuthener See (rotes Gebäude)

- Teikyo University of Japan in Durham bei der University of Durham (gegründet 1990, in Durham, England)
- Teikyo Loretto Heights University (1989–2009, jetzige Colorado Heights University in Denver, Colorado, USA)
- Teikyo University Berlin Campus (gegründet 1992[5], am Zeuthener See in Schmöckwitz, Treptow-Köpenick, Berlin. 52° 22′ 8″ N, 13° 39′ 4″ O)
- Teikyo University Holland (in Maastricht, Niederlande)

## Bekannte Absolventen
- Ryōko Tani (* 1975), Judoka